# Танкопій Іван Олексійович
Іван Олексійович Танкопій (1902-1943) — командир військ НКВС під час Другої світової війни, Герой Радянського Союзу (26.10.1943, посмертно). Полковник.

## Біографія
Іван Танкопій народився 7 вересня 1902 року в селі Ямпіль (нині — Ямпільський район Вінницької області). Після закінчення чотирьох класів школи працював спочатку в батьківському господарстві, потім був наймитом. У 1919 році Танкопій пішов на службу в Робітничо-селянську Червону армію. Брав участь у боях Громадянської війни. У 1927 році Танкопій закінчив Об'єднану військову школу імені ВЦВК СРСР, в 1935 році — Вищу прикордонну школу НКВС СРСР. 

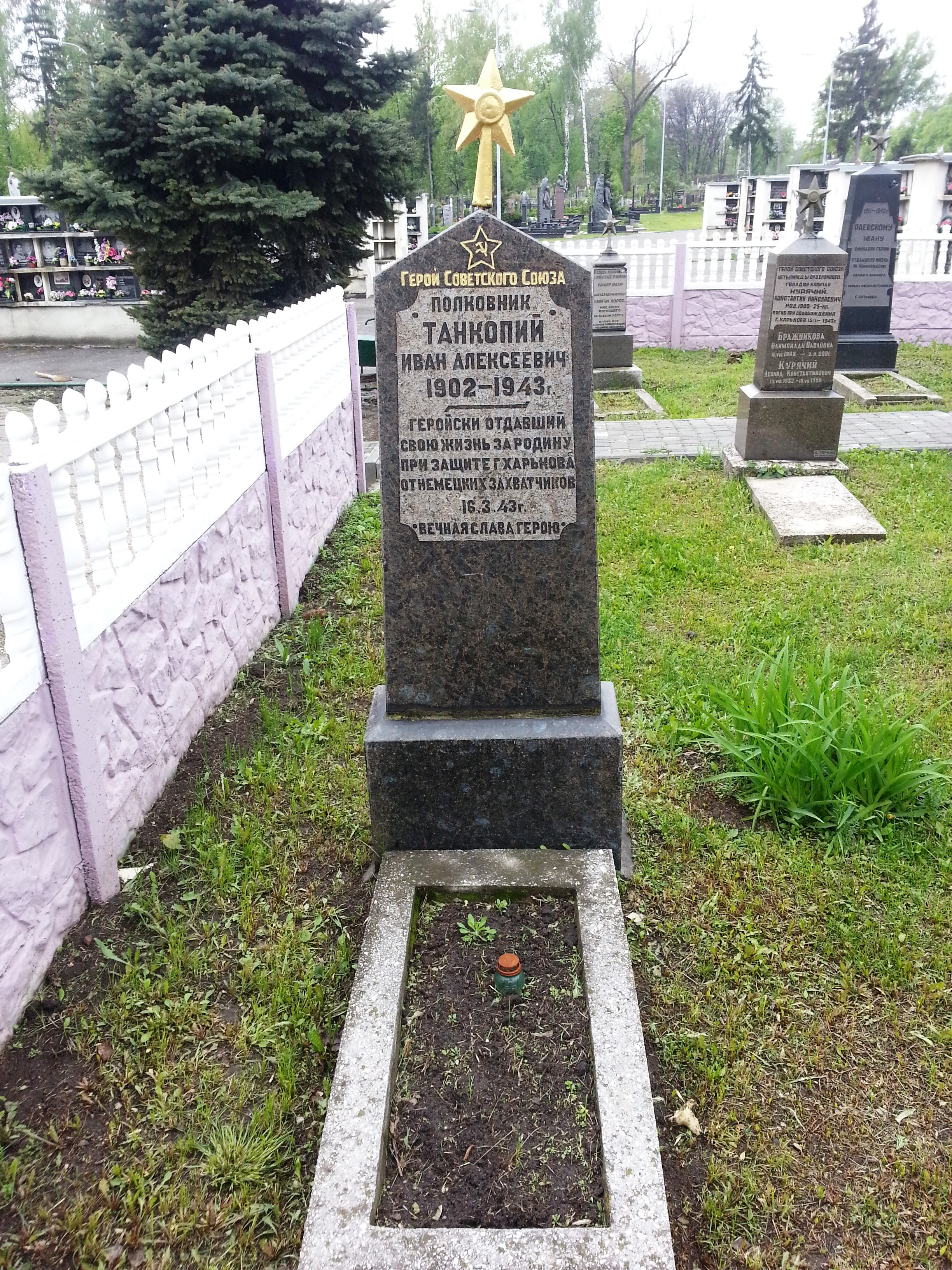
Могила І.О. Танкопія на харківському кладовищі

З початку Другої світової війни на теренах СРСР — на її фронтах.
До лютого 1943 року полковник Іван Танкопій командував 17-ю стрілецькою бригадою військ НКВС Південно-Західного фронту. Відзначився під час Харківської операції. Починаючи з 16 лютого 1943 року ця бригада обороняла звільнений Харків від переважаючих німецьких військ. Під його керівництвом вона відбивала запеклі німецькі контратаки, тримаючи оборону на річці Сіверський Донець, завдавши противнику великі втрати.
Після остаточного визволення Харкова він був перепохований на Алеї Героїв 2-го харківського цвинтаря.
Указом Президії Верховної Ради СРСР від 26 жовтня 1943 року за мужність і героїзм, проявлені на фронті боротьби з німецькими загарбниками», полковник Іван Танкопій посмертно удостоєний високого звання Героя Радянського Союзу. Також нагороджений орденами Леніна, Червоного Прапора, Вітчизняної війни 1-го ступеня і медаллю. Навічно зарахований до списків особового складу військової частини.
В честь Танкопія названа вулиця в Харкові.